# 汤化龙
汤化龙（1874年11月27日—1918年9月1日），字济武。湖北蕲水（今浠水）人。政治人物、法学家。

## 生平

### 立憲派的活動
汤化龙出生於清同治十三年十月十九日（1874年11月27日）。光緒二十三年（1897年）从黄州经古書院毕业。该书院以实学造就人才为宗旨，汤化龙是其中佼佼者，考据、辞章、性理、经济，无不精通，每遇课试，旁征博引，下笔万言，常为一院之冠。史学家曾云：“故其后治学从政，与乎道德文章，往往穷变化而不摇落者，既于斯植其根柢焉。”光緒二十八年（1902年）秋，汤化龙中举人。光緒三十年（1904年），中甲辰科進士，授刑部主事。此後，任山西大学堂国文教習。光緒三十二年（1906年），自费赴日本留学，在法政大学学习法学。在日本，汤化龙发起成立了法政学交通社。
光绪三十四年（1908年），汤化龙回国，参与湖北省地方自治筹备事务，任湖北谘议局筹办处参事。次年当选湖北谘议局副议长，并在第一次常会后当选议长。此后他作为立宪派的领袖，呼吁清政府早日召开国会。
宣統二年（1910年）8月，各省諮議局聯合會第一次会議召开，汤化龙当选議長，提出第三次国会開会請願。11月4日，清朝同意宣統五年（1913年）召开国会，但这不能满足他的愿望。他与譚延闓（湖南代表）、蒲殿俊（四川代表）等请求翌年召开国会，发动了第四次国会請願。这次請願被清朝镇压，汤化龙在失望中回到湖北。
宣统三年（1911年）5月，清政府組成以慶親王奕劻為内阁總理大臣的皇族內閣，皇族内阁做出了它建成之后的第一个重大决策：“铁路国有化”。这一决策引发了相关各省的保路运动。汤化龙被推为湖北省军商学界的代表北上，从汉口出发时，上万人到车站送行。湯化龍在京參加各省諮議局聯合會第二次會議，参加组织成立宪友会，湯化龍成为中心人物。刚从北京回来不久，武昌起义就爆发了。
同年10月10日武昌起義爆发，湯化龙劝说黎元洪参加革命，并及时以湖北咨议局的名义通电全国，请求各省响应。他参与组织湖北军政府并先后担任政事部部长、编制部部长。汤化龙还以“汉口各团体联合会”维持社会治安。与黎元洪一起促成了海军反正。与宋教仁一起拟定了《鄂州约法》。在黄兴离开武昌之际，汤化龙也离开武昌到了上海。1912年元旦，南京临时政府成立，汤化龙任陆军部秘书长，接着又委以法制局副总裁。清帝退位之后，孙中山根据约定按时辞职，临时参议院选举袁世凯为中华民国临时大总统。这时的汤化龙是临时参议院的议员。临时参议院改选，汤化龙被选为副议长。接下来是全国大选，正式成立参众两院。汤化龙当选众议院议长。

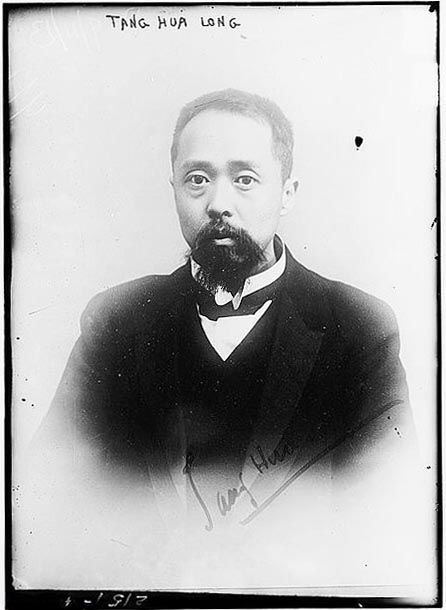
汤化龙

### 国会活動
民国元年（1912年），南京臨時政府成立，汤化龙任法制局副总裁。后来他辞职，和立憲派的要人在上海组织共和建設討論会。该会奉流亡日本的梁启超为領袖，支持梁的归国。同年4月，汤化龙任北京臨時参議院副議長。
同年5月，他参加了黎元洪任理事長的共和党。另外，汤化龙的共和建設討論会等6个政治团体合并组成了民主党，他任幹事長。民国二年（1913年）1月，当选民元国会衆議院議員，并在共和党、統一党、民主党的支持下当选議長。
此後，湯化龙支持袁世凱的政治姿勢更趋鮮明。同年5月，上述3个党合并成立了進步党，湯化龙任理事。二次革命爆发后，他支持袁世凯。民国三年（1914年）5月，袁世凯解散国会，湯任徐世昌内閣教育总長兼学術委員長。
民国四年（1915年）8月，袁世凱借杨度等人倡议变更国体，复行帝制，湯化龍不愿出力，又不敢公然反对，８月31日，他称病避居天津。10月，正式辞任教育总長。12月，到上海参加反袁活動。民国五年（1916年）3月19日，湯化龍電请袁世凯退位（3日後袁退位）。同年5月，其弟湖南将軍湯薌銘反袁独立。

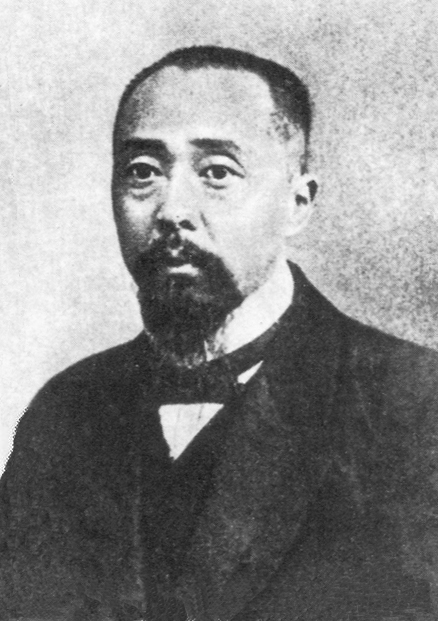
汤化龙

### 皖系政客
民国五年（1916年）6月6日，袁世凱病逝。湯化龍作为段祺瑞领导的皖系的政客活動。8月国会重开，他重任衆議院議長。9月，国民党議員组织了「宪政商榷会」，湯化龍在梁啓超的支持下同刘崇佑等人组织了与之对抗的「宪法案研究会」。随后该会和以王家襄、陈国祥为首的宪法研究同志会于1916年9月12日合并为宪法研究会。特别是，在各省是否可以制定省憲法的问题上，宪法研究会和宪政商榷会对立，湯化龍明确反对制定省憲法。
民国六年（1917年），在西原借款和对德国宣战问题上，汤化龙支持段祺瑞。5月，段被黎元洪罷免，汤遂辞任議長。7月，張勳復辟失敗，段祺瑞重新上台，汤化龙任内務总長。11月，因湘南护法战争失利，段祺瑞辞任国務总理。汤化龙虽留任于汪大燮臨時内閣，不久也辞职。可是之后，段信任心腹徐树铮和「安福俱乐部」的王揖唐等人，汤化龙被疏远，他便决定远游外国。民国七年（1918年）3月下旬，汤化龙离开北京，东渡日本，后再往北美洲。
民国七年（1918年）9月1日，汤化龙在加拿大維多利亞中华会馆附近街头被王昌袭击后不治。享年44岁。

### 书籍
- 曽業英「湯化龙」中国社会科学院近代史研究所. . 中華書局. 1980.
- 徐友春主編. . 河北人民出版社. 2007. ISBN 978-7-202-03014-1.
- 劉寿林等編. . 中華書局. 1995. ISBN 7-101-01320-1.

| 中华民国政府职务 | 中华民国政府职务               | 中华民国政府职务 |
| ---------------- | ------------------------------ | ---------------- |
| 前任： 严修      | 教育總長 1914年5月－1915年10月 | 繼任： 張一麐    |
| 前任： 范源濂    | 內務總長 1917年7月－1917年11月 | 繼任： 钱能训    |